# Une âme secrète
Pour plus de détails, voir Fiche technique et Distribution.
Une âme secrète (Bilmemek) est un film turc réalisé par Leyla Yilmaz, sorti en 2019.

## Synopsis
Selma et Sinan forment un couple qui ne s'aime plus. Leur fils Umut, lui, doit faire face à des rumeurs sur son homosexualité. un jour il disparaît et ses parents partent à sa recherche.

## Fiche technique
- Titre : Une âme secrète
- Titre original : Bilmemek
- Titre anglais : Not Knowing
- Réalisation : Leyla Yilmaz
- Scénario : Leyla Yilmaz
- Photographie : Meryem Yavuz
- Montage : Osman Bayraktaroglu
- Production : Ates Ilyas Bassoy, Christopher Elsey, Evrengul Parlar et Leyla Yilmaz
- Société de production : FGS Film
- Pays :  Turquie
- Genre : Drame
- Durée : 95 minutes
- Dates de sortie : 
  -  Turquie : octobre 2019 (festival international du film d'Antalya), 13 août 2021

## Distribution
- Emir Ozden : Umut
- Senan Kara : Selma
- Yurdaer Okur : Sinan
- Levent Üzümcü : Atila
- Çetin Sarikartal : Kemal
- Ulascan Kutlu : Tunç
- Arda Aranat : Berk
- Berke Bük : Tarik
- Sanem Öge : Aylin
- Özgür Daniel Foster : Hakan
- Arin Kusaksizoglu : Emir

## Distinctions
Le film a également reçu l'Iris Prize de la meilleure actrice pour Senan Kara. Le film a été nommé pour sept SIYAD Awards et a remporté le prix du public au festival international du film d'Antalya.